# مزيرعة (اللاذقية)
المزيرعة بلدة وناحية سوريّة إداريّة تتبع منطقة الحفّة في محافظة اللاذقية. بلغ عدد سكان الناحية 13908 نسمة حسب تعداد عام 2004.

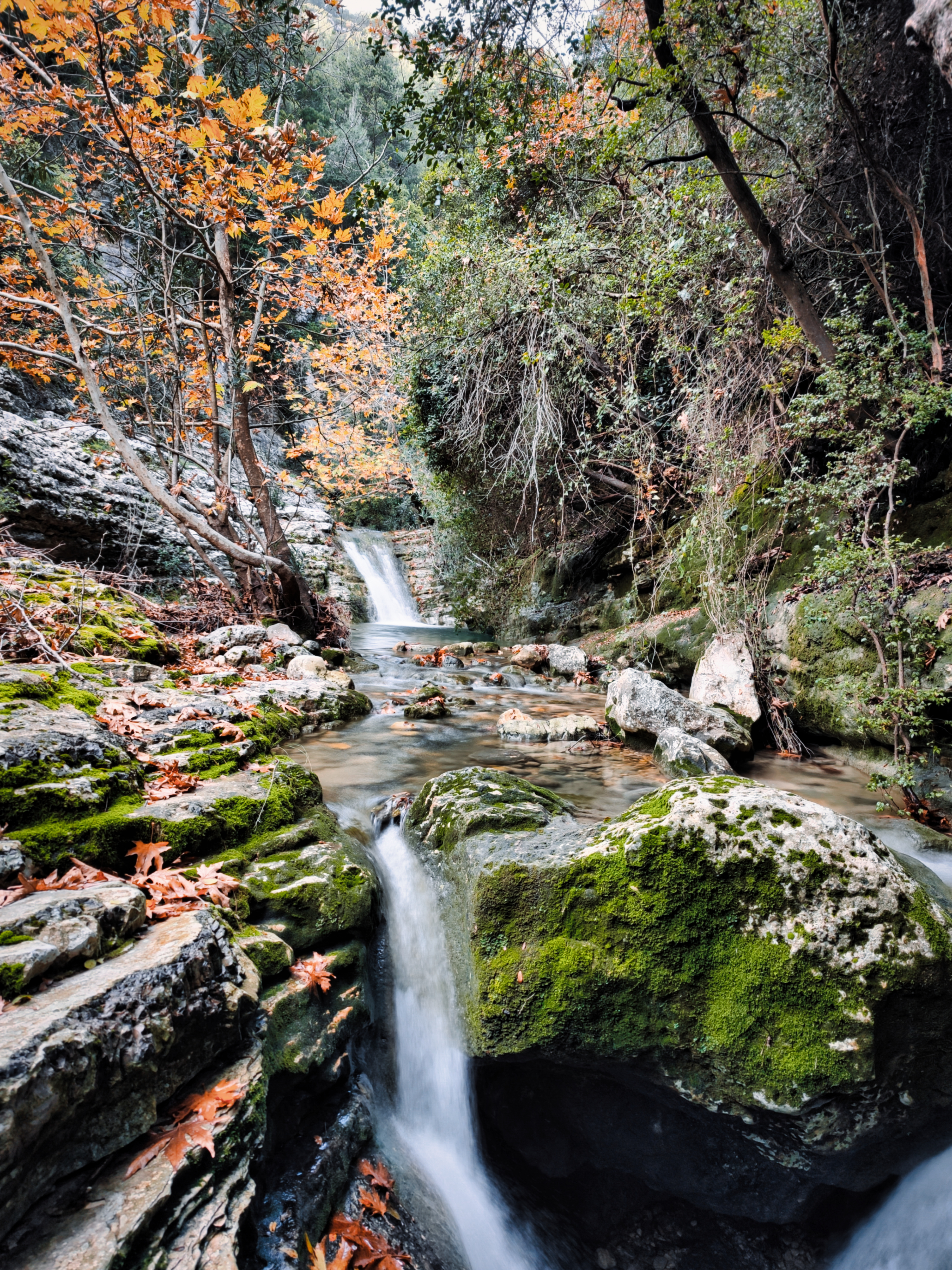
وادي الجروف في المزيرعة

تعتبر المزيرعة مركز الأرثوذوكسية في اللاذقية على يد الخوري القديس أيوب الخوري.